# Пётр (кардинал Сан-Кризогоно)
Пётр (Pietro) — католический церковный деятель IX века. Стал presbyter cardinalis предположительно на консистории 875 года. В апреле-мае 878 года папа Иоанн VIII рекомендовал его в письме Ангельберге, вдове Людовика II Молодого. Участвовал в синоде 879 года в Риме, затем был на соборе в Константинополе, за что впоследствии был предан анафеме.